# Dithecodes specialis
Dithecodes specialis là một loài bướm đêm trong họ Geometridae.